# 西沙瓦·乔本潘
西沙瓦·乔本潘（寮語： Sisavath Keobounphanh，1928年5月1日—2020年5月12日）曾擔任老挝建国阵线中央主席、老挝國家副主席（1996年－1998年)、政府总理（1998年－2001年）、老挝人民革命党政治局委员。2011年退休，2020年逝世。

## 外部連結
- World Statesmen （页面存档备份，存于）